# Il giudice ragazzino
Il giudice ragazzino è un film del 1994 diretto da Alessandro Di Robilant.
La pellicola è incentrata sulla vita del giudice siciliano Rosario Livatino, dall'ingresso in magistratura al suo impegno nella lotta alla mafia fino al suo assassinio avvenuto il 21 settembre 1990.

## Trama
Sicilia, anni ottanta, il sostituto procuratore Rosario Livatino è incaricato di svolgere le indagini sulla mafia nella zona Canicattì-Agrigento; egli ritiene infatti che in quella zona, meno soggetta al massiccio controllo delle forze dell'ordine rispetto a Palermo, si stia spostando l'asse del traffico di stupefacenti, precedentemente incentrato sul capoluogo. Le indagini portano inoltre a scoprire che, dopo la morte di Salvatore Cangemi, capo-mandamento della zona, è in corso una guerra per l'acquisizione del potere tra due boss locali: Antonino Forte e Giuseppe Migliore.
Quest'ultimo abita sopra l'appartamento dove il dott. Livatino vive insieme ai genitori e il giudice, per salvaguardare la sua integrità agli occhi dei compaesani, ogni mattina aspetta che il boss si rechi al lavoro prima di uscire, onde evitare di essere visto in sua compagnia; medesimo atteggiamento che mantiene, sia nei suoi confronti sia nei confronti di Forte, in tutte le occasioni in cui possano verificarsi degli incontri anche casuali.
Le indagini avanzano lentamente tra burocrazie processuali, "talpe" all'interno della Procura e pavidi colleghi, oltre all'inevitabile omertà che circonda qualunque indagine legata alla mafia ed al mondo ad essa correlato, ossia politica ed imprenditoria, ed il sostituto procuratore trova poche persone disposte seriamente ad aiutarlo: due di queste, il maresciallo Guazzelli e l'anziano giudice Saetta, verranno assassinate.
Il giudice Livatino non si arrende nemmeno quando la Corte di cassazione annulla gli ordini di cattura nei confronti degli imprenditori che faticosamente aveva incriminato e, pur facendo firmare il mandato ad un collega, ordina l'arresto del boss suo vicino di casa che però, forse avvertito, sfugge alla cattura e si dà alla latitanza. Nel frattempo egli intreccia una tenera relazione con la collega avvocato Guarnera: una collaboratrice di studio dell'avvocato Cascio, un penalista molto conosciuto che è solito rappresentare gli inquisiti per reati inerenti alla mafia.
La relazione tra i due non è semplice, sia dal punto di vista professionale che da quello familiare in quanto, nell'incontro che Angela ha con i genitori di Rosario, traspare una malcelata contrarietà da parte della madre che vede nella giovane professionista, in ossequio ad una mentalità "tradizionale", una donna troppo "emancipata" per suo figlio.
Dopo circa un anno Giuseppe Migliore riappare dalla latitanza e si consegna nelle mani del giudice (e sarà proprio Angela ad assisterlo durante l'interrogatorio, in sostituzione dell'avvocato Cascio, nel frattempo agli arresti per favoreggiamento); purtroppo i mandati di cattura per lui e per Forte non partono insieme, ingenerando quindi nella "famiglia" di Migliore il sospetto che Forte, in quel momento perdente, possa collaborare con la giustizia e questo accresce nel dott. Livatino la paura che essa possa reagire, cosa che avviene la mattina del 21 settembre 1990 quando il giudice, sulla strada Canicattì-Agrigento, verrà assassinato.
Prima dei titoli di coda la voce fuori campo di Giulio Scarpati recita uno stralcio della visione del dott. Livatino sul "giudice nella società", esposta nella sua relazione.

## Produzione

### Luoghi delle riprese
Il film è stato girato tra Naro, Agrigento, Favara, Aragona, Canicattì, e Comitini.

## Riconoscimenti
- 1994 - David di Donatello
  - Miglior attore protagonista a Giulio Scarpati
  - Nomination Miglior attrice non protagonista a Regina Bianchi
  - Nomination Miglior attore non protagonista a Leopoldo Trieste
- 1994 - Globo d'oro
  - Miglior sceneggiatura a Alessandro Di Robilant, Andrea Purgatori e Ugo Pirro
- 1994 - Festival di Berlino
  - Premio "L'angelo azzurro" a Alessandro Di Robilant
  - Nomination Orso d'oro a Alessandro Di Robilant

- 1995 - Nastro d'argento
  - Nomination Miglior produttore a Maurizio Tedesco
  - Nomination Miglior sceneggiatura a Andrea Purgatori e Ugo Pirro
  - Nomination Miglior attore protagonista a Giulio Scarpati
  - Nomination Miglior attore non protagonista a Leopoldo Trieste
  - Nomination Miglior attore non protagonista a Renato Carpentieri

## Differenze con la realtà
Per esigenze narrative, i nomi di alcuni personaggi reali sono stati cambiati: i boss mafiosi presenti nel film, Antonino Forte e Giuseppe Migliore, si basano sui due capimafia di Canicattì Antonio Ferro e Giuseppe Di Caro, quest'ultimo realmente vicino di casa di Livatino.

## Inesattezze storiche
- L'espressione "giudice ragazzino" che dà il nome alla pellicola si deve al Presidente della Repubblica Francesco Cossiga, che la esternò però il 10 maggio 1991, ben otto mesi dopo l'omicidio di Livatino, ma nel film ciò accade pochi mesi prima della morte. Inoltre non è neanche stato univocamente acclarato che Cossiga intendesse rivolgersi con tale epiteto (da alcuni suoi detrattori ritenuto sprezzante) all'indirizzo di Livatino, che egli in seguito definì "eroe" e "santo".[3]
- Il maresciallo Giuliano Guazzelli venne assassinato nel 1992, più di due anni dopo il giudice Livatino, invece nel film il carabiniere muore prima del magistrato ed inoltre viene presentato come un uomo giovane mentre al momento dell'assassinio aveva 58 anni.
- Durante l'interrogatorio al mafioso Salvatore Cangemi, sul muro si nota la foto di Scalfaro, mentre avrebbe dovuto trattarsi di quella di Cossiga.
- Nel film il figlio del giudice Antonino Saetta, Stefano, anch'esso vittima dell'attentato del 25 settembre 1988, viene ritratto in sedia a rotelle, mentre Stefano Saetta aveva sofferto in precedenza di lievi disturbi mentali.
- Alla fine del film in sovrimpressione la dicitura riporta come i responsabili non siano ancora stati trovati. Al contrario invece, i responsabili dopo anni di processi sono stati condannati all’ergastolo.